# Tempel von Tal-Qadi
Koordinaten: 35° 56′ 12″ N, 14° 25′ 13,7″ O

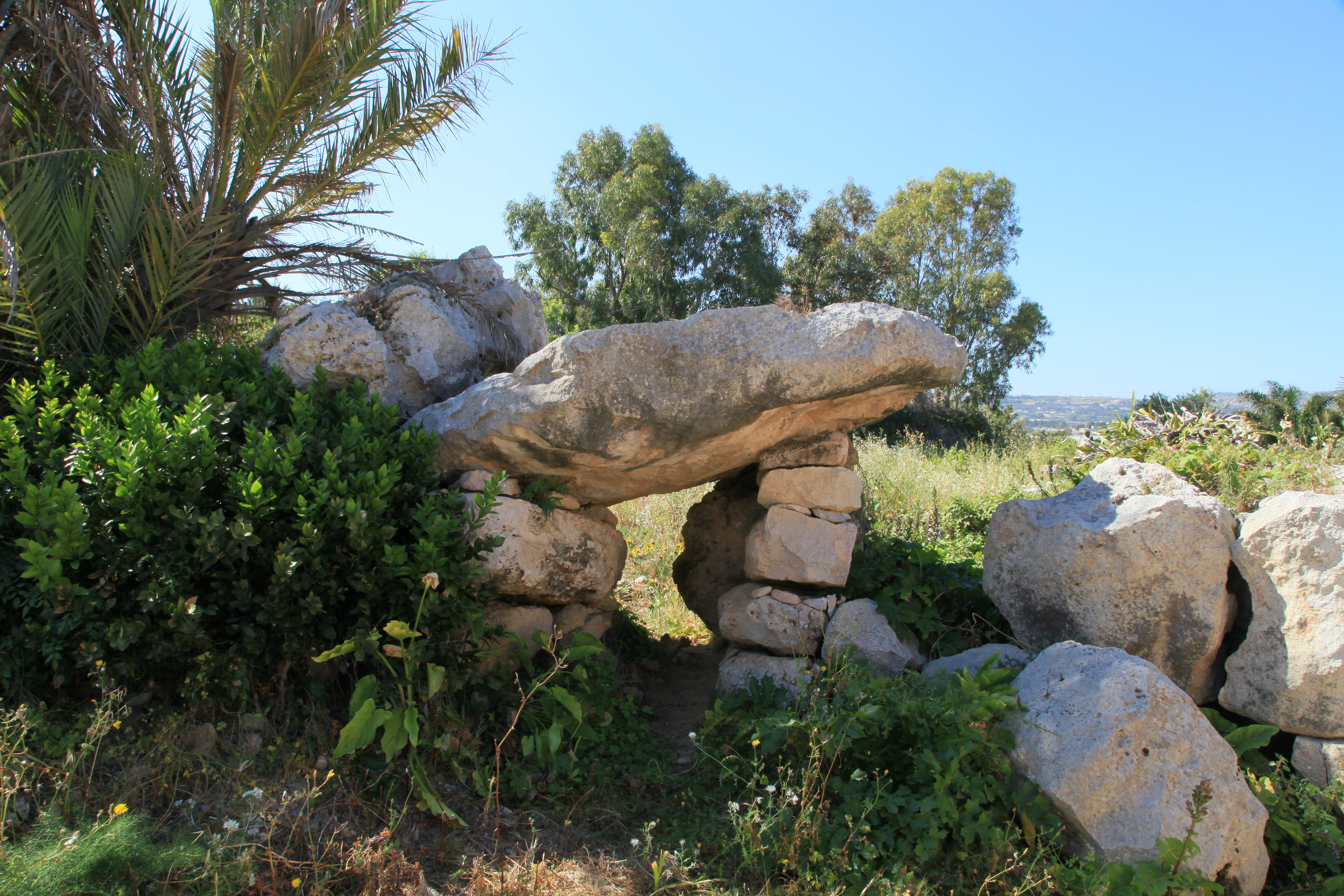
Reste des zerstörten Tempels von Tal-Qadi

Der kleine, in einem schlechten Zustand befindliche Tempel von Tal-Qadi liegt südlich von Is-Salina bei Naxxar, auf Malta. Tal-Qadi wurde bereits 4000 vor Christus, während der Ġgantija-Phase genutzt, doch der Tempel wurde erst während der Tarxien-Phase, zwischen 3300 und 3000 vor Christus errichtet und in der Folge weiter benutzt, wie Keramikscherben aus dieser Zeit zeigen. Tal-Qadi ist der einzige maltesische Tempel, der nach Nordosten orientiert ist. Die meisten anderen sind nach Süden oder Südosten orientiert. In Tal-Qadi war dies nicht möglich, da in dieser Richtung ein steiler Hang liegt.

## Tempelreste
Vom Tempel ist noch der Umriss sichtbar. Reste des zentralen Bereiches mit zwei Apsiden sind erkennbar. Der Tempel hatte wahrscheinlich zwei weitere Apsiden, was typisch für die späte Tempelzeit war. Von der Exedra sind keine Spuren erhalten.
Die Reste des Tempels, die auf einem oberen und einem unteren Feld liegen, wurden 1916 von Henry Sant entdeckt und 1927 von Themistocles Zammit und L. Upton Way ausgegraben. Laut Zammit hatte der Besitzer des Grundstücks Jahre vor der Identifikation des Tempels eine Gruppe aufrechter Steine zerstört. Diese könnten zur Fassade des Tempels gehört haben.

## Himmelstafel von Tal-Qadi
Während der Ausgrabung wurde eine knapp 25 mal 30 Zentimeter große und 5 Zentimeter dicke Platte aus Globigerinenkalk gefunden. In die Kalkplatte sind fünf durch Linien getrennte Abschnitte mit sternartigen Figuren und einer halbkreisförmigen Form in der Mitte geritzt. Die Platte war möglicherweise eine Sternenkarte oder ein Mondkalender. Möglicherweise stellt sie die Himmelsregion um den Himmelsstier dar und diente im Goldenen Tor der Ekliptik zur Messung der ekliptikalen Breiten der Wandelgestirne und zur Ermittlung von Mondzyklen. Sie befindet sich im Archäologischen Nationalmuseum in Valletta.

## Galerie

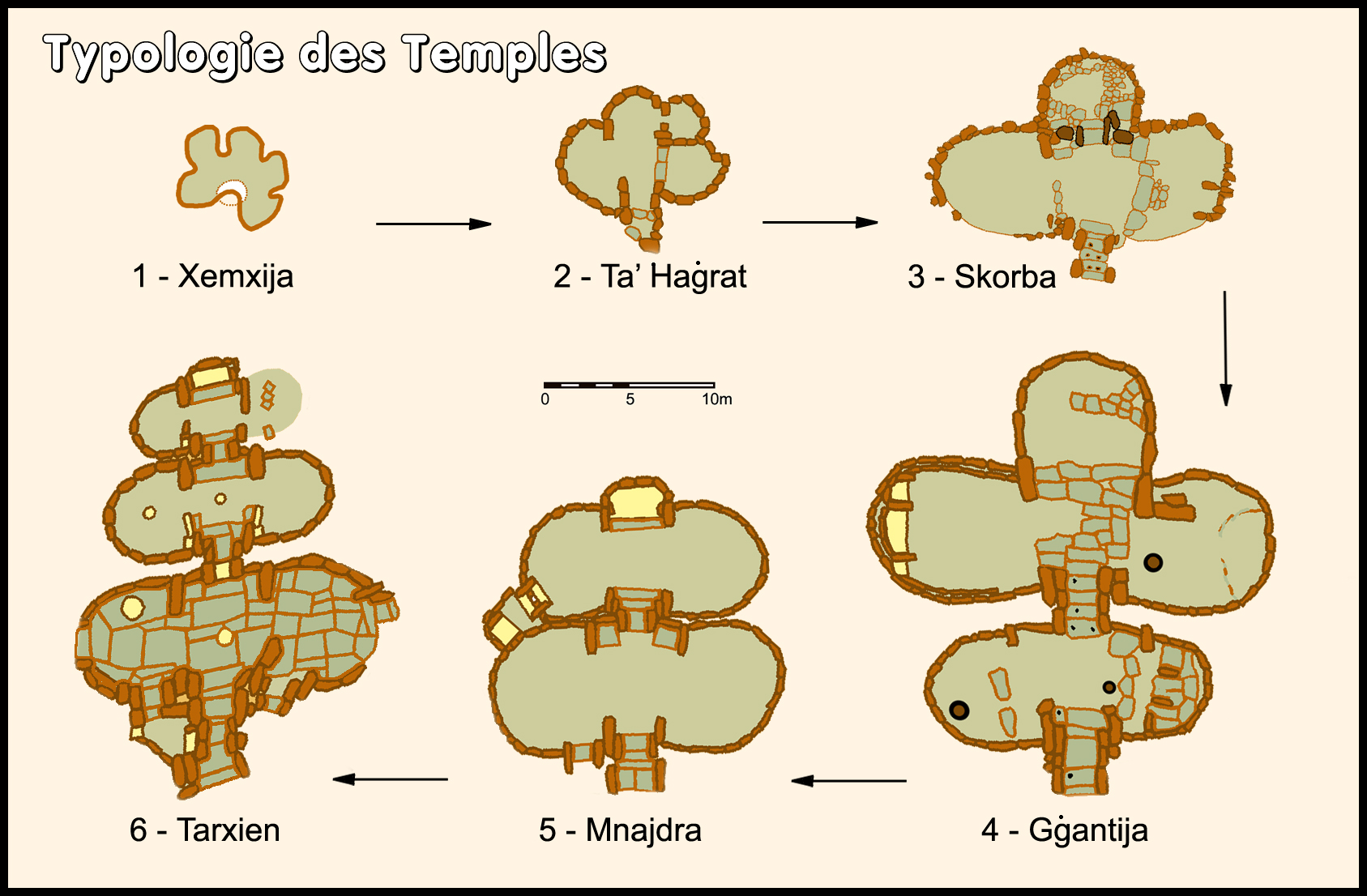
Evolution der maltesischen Sakralarchitektur vom Felsengrab von Xemxija zum Tempel von Tarxien - Tal-Qadi dürfte zum Typ 5 oder 6 gehören
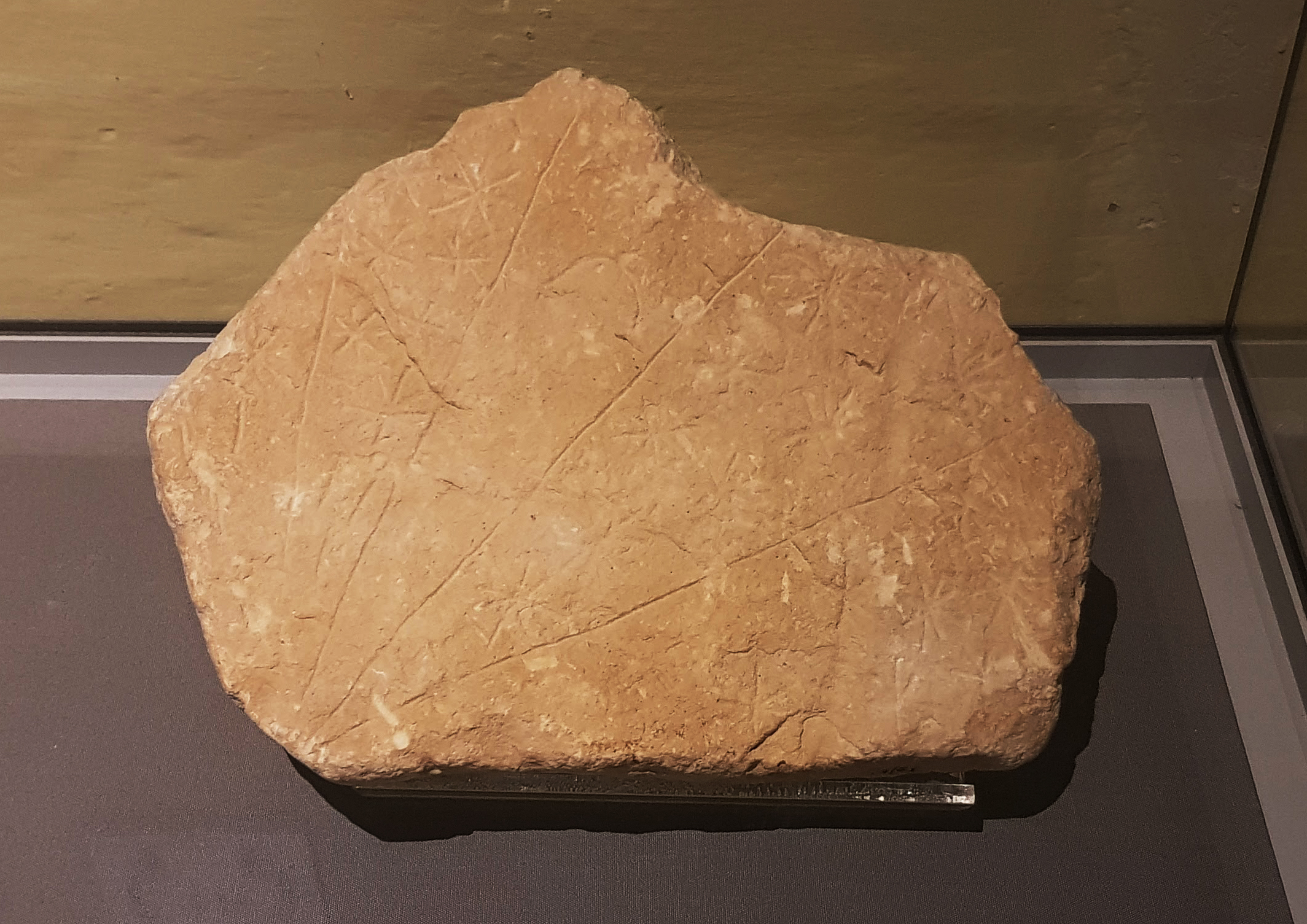
Die Himmelstafel von Tal-Qadi
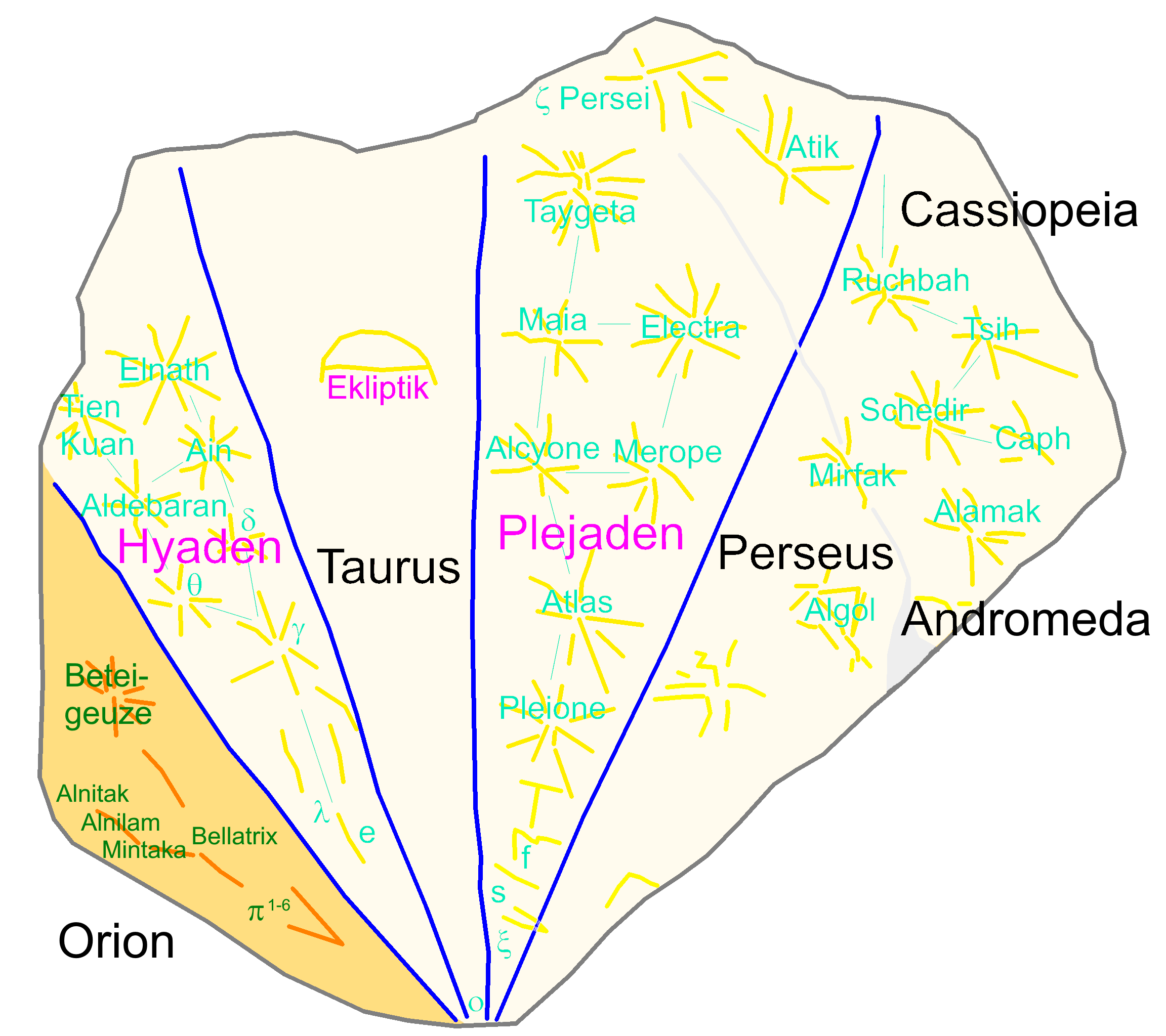
Himmelstafel – Zuordnung